# Huperzia taiwanense
Huperzia taiwanense là một loài thực vật có mạch trong Họ Thạch tùng. Loài này được (C.M. Kuo) C.M. Kuo mô tả khoa học đầu tiên năm 2002.